# Ведж Антіллес
Ведж Антіллес (англ. Wedge Antilles) — вигаданий персонаж всесвіту «Зоряних війн».. Був зіграний актором Денісом Лоусоном у оригінальній трилогії Зоряних війн. На початку Галактичної Громадянської Війни Антіллес був звичайним пілотом, але з часом він став засновником Ескадрону Вигнанців (англ. Rogue Squadron) зі своїм другом Люком Скайвокером. Ведж був єдиним, хто пережив атаку на Зірку Смерті, а також битви на Явіні та Ендорі. Також з'являвся в розширеному всесвіті Зоряних війн, та був головним протагоністом у новелі X-wing.